# Robert Seethaler
Robert Seethaler (Wenen, 7 augustus 1966) is een Oostenrijks schrijver, scenarioschrijver en acteur.

## Biografie
Robert Seethaler groeide op in Wenen. Door een aangeboren oogafwijking (min 17 dioptrie) ging hij naar een lagere school voor blinden en slechtzienden.
Nadien doorliep hij de School voor dramaturgie in het Volkstheater Wenen. Na afloop werkte hij mee aan diverse producties voor film en televisie, en in theaters in Wenen, Berlijn, Stuttgart en Hamburg. 
Seethaler werkte als acteur mee aan ongeveer 25 speelfilms en televisiefilms en -series. Het bekendst werd hij bij het grote publiek van 2003 tot 2016 in de rol van de gerechtsarts Dr. Kneissler in de ZDF-krimiserie Ein starkes Team. Hij schreef het scenario voor Die zweite Frau van regisseur Hans Steinbichler (2008). Zijn eigen roman Der Trafikant werd in 2018 verfilmd door Nikolaus Leytner. 
Voor zijn publicaties ontving Seethaler meer dan vijftien prijzen en beurzen. Hij woont in Berlijn en Wenen.

## Literair werk
Seethaler schreef zeven romans, waarvan er vier door Liesbeth van Nes in het Nederlands zijn vertaald.
- Die Biene und der Kurt. Roman. Kein & Aber, Zürich, 2006. ISBN 978-3-0369-5915-3
- Die weiteren Aussichten. Roman. Kein & Aber, Zürich, 2008. ISBN 978-3-0369-5525-4
- Jetzt wird’s ernst. Roman. Kein & Aber, Zürich, 2010. ISBN 978-3-0369-5975-7
- Ein ganzes Leben. Roman. Hanser, München, 2014. ISBN 978-3-446-24645-4
  -  Een heel leven, De Bezige Bij, Amsterdam, 2016. 160pp. ISBN 978-90-234-9781-3
- Der Trafikant. Roman. Kein & Aber, Zürich, 2012. ISBN 978-3-0369-5645-9
  - De Weense sigarenboer, De Bezige Bij, Amsterdam, 2017. 256pp. ISBN 978-90-234-7160-8
- Das Feld. Roman. Hanser, Berlin/München, 2018. ISBN 978-3-446-26038-2
  - Het veld, De Bezige Bij, Amsterdam, 2019. 240pp. ISBN 978-94-031-5870-9
- Der letzte Satz. Roman. Hanser, Berlin, 2020. ISBN 978-3-446-26788-6
  - Het laatste deel, De Bezige Bij, Amsterdam, 2020. 126pp. ISBN 978-94-031-1061-5